# Lindmetsa
Koordinaten: 58° 3′ N, 22° 5′ O
Lindmetsa ist ein Dorf (estnisch küla) auf der größten estnischen Insel Saaremaa. Es gehört zur Landgemeinde Saaremaa (bis 2017: Landgemeinde Torgu) im Kreis Saare.

## Beschreibung
Der Ort an der Westküste der Halbinsel Sõrve hat sechs Einwohner (Stand 31. Dezember 2011).
Um das Dorf mit seiner bewaldeten Dünenlandschaft liegt ein 50,9 Hektar großes Landschaftsschutzgebiet, das besonders bei Wanderern beliebt ist.